# Blasa
Blasa es la forma femenina del nombre propio de origen latino Blas.

## Onomástica
- 3 de febrero: San Blas.

## Personajes conocidos
- Blasa de María: religiosa española (1864-1936)

## Personajes ficticios
- Personaje recurrente de los programas humorísticos del cómico español José Mota (ver Anexo:Personajes y sketches de los programas de José Mota)
- Blasa, portera de su casa: serie de historietas creada por Josep Escobar en 1957.

- Datos: Q28500985
- Multimedia: Blasa (given name) / Q28500985